# 구루메다이가쿠마에역
구루메다이가쿠마에역 또는 구루메대학앞역(일본어: 久留米大学前駅)은 일본 후쿠오카현 구루메시에 있는 규슈 여객철도 규다이 본선의 역이다. 단선 승강장 1면 1선의 구조를 갖춘 지상역이다.

## 역 구조
규슈 교통기획이 역 업무를 맡는 업무위탁역으로, POS 단말이 설치된 상태다.

## 이용 현황
- 2010년도의 1일 평균 승차 인원은 1,112명이다.

## 역사
- 1996년 : JR 규다이 본선 활성화 촉진위원회가, 미나미쿠루메 - 미이 간에 구루메다이가쿠마에역을 신설.
- 2000년 3월 11일 - 개업.

## 역 주변
- 구루메 대학 미이 학사
- 국도 제322호선

## 인접 역
| 규다이 본선              | 규다이 본선   | 규다이 본선      |
| ------------------------ | ------------- | ---------------- |
| 미나미쿠루메 구루메 방면 | ■ 규다이 본선 | 미이 오이타 방면 |